# Бейлербей (квартал)
Бейлербей (на турски: Beylerbeyi) е квартал в район Юскюдар на Истанбул, Турция. Намира се на азиатския бряг на Босфора, на север от Босфорския мост. Граничи на североизток с квартал Ченгелкьой, на изток с Киразлътепе, на югоизток с Кюплюдже, на юг с Бурханийе, на югозапад с Кузгунджук и на северозапад с Босфора. Директно отвъд Босфора е квартал Ортакьой на истанбулския район Бешикташ.
Основната забележителност на квартала е османският дворец Бейлербей (дворец). В близост до двореца има различни павилиони или кьошкове (köşkler), включително двата малки крайбрежни павилиона (Yalı Köşkleri), императорски конюшни (Ahır Köşkü), „потънал“ павилион (Serdab Köşkü или Mermer Köşk) и жълт павилион (Sarı Köşk).
Друг много видим обект в квартала е площадката за плащане на такси на магистрала Otoyol 1 O-1 за Босфорския мост.
Някои от най-богатите хора в Турция притежават домове в квартал Бейлербей, включително няколко членове на семейство Сабанджъ.
Училищата в квартала включват Подготвително училище за военноморски подофицери (Deniz Astsubay Hazırlık Okulu), гимназия Бейлербей Хаджъ Сабанджъ, основно училище Бейлербей и основно училище Лютфи Eрджин.
Културните центрове в квартала включват художествената галерия Aкбанк Бейлербей и художествения център Урарт.
Джамиите в квартала включват Бостанджъбашъ Aбдулах Aга джамия (1581; известна също като Иставроз джамия), Хамид-и Eввел (Aбдул Хамид I) джамия (1778; известна също като Бейлербей джамия), и Дженет (Небесна) джамия (1967).
Гробищата в квартала включват гробището Бейлербей Kюплюдже.
Текетата в квартала включват текето Бадави към Бейлербей.
Футболното място в квартала е Beylerbeyi 75. Yıl Stadium.